# Relaciones entre Armenia y Azerbaiyán en el Festival de la Canción de Eurovisión

Armenia
Azerbaiyán

Desde el debut de Armenia en el Festival de la Canción de Eurovisión en 2006 y de Azerbaiyán en 2008, las relaciones de los dos países en lo que respecta al festival han sido hostiles, debido a la disputa entre ambos por la región del Alto Karabaj. En 2012, Armenia se retira de Eurovisión debido a las relaciones que mantiene con Azerbaiyán, país anfitrión de ese año.

## Queja azerí de 2006
En 2006, cuando Armenia envió su primera participación al Festival de la Canción de Eurovisión 2006, los medios de comunicación de Azerbaiyán, se quejaron de que la página web oficial del Festival de la Canción de Eurovisión mostraba el lugar de nacimiento de André, el primer representante de Armenia, que es la región del Alto Karabaj, territorio perteneciente de iure a Azerbaiyán pero entonces independiente de facto, por el que estos dos países mantuvieron un conflicto armado a principios de la década de los 90 y continuas tensiones diplomáticas desde entonces. Como resultado, el "Lugar de nacimiento" fue eliminado del perfil del cantante.

## Festival de 2009
Durante la primera semifinal del concurso de 2009, la "postal" de introducción de Armenia, mostraba entre otros monumentos, Somos Nuestras Montañas, una estatua situada en Stepanakert, capital de la no reconocida Alto Karabaj, que es parte de jure de Azerbaiyán. Después de una queja oficial por Azerbaiyán, el videoclip fue editado para la emisión de la final.  Sin embargo, en contestación, Sirusho, portavoz de los votos de Armenia, los dio con una carpeta forrada con la foto del monumento y detrás de ella, una pantalla en Ereván lo mostraba también. La postal de Azerbaiyán incluyó la Maqbaratoshoara y monumentos Segonbad, los símbolos de las ciudades de Tabriz y Urumieh, en Irán. Los medios de comunicación armenios se quejaron de que mientras Eurovisión prohibió la imagen de Somos Nuestras Montañas en la postal de Armenia, permitió que Azerbaiyán incluyera los monumentos iraníes.  A pesar de la controversia, 1 065 armenios votaron a favor de Azerbaiyán, dando así Armenia un punto a Azerbaiyán. Sin embargo, tan solo un total de 43 azerbaiyanos votaron a Armenia en el festival de ese año.

## Incidente en la votación
También hubo denuncias de que la televisión de Azerbaiyán no había mostrado la actuación de las hermanas Inga & Anush, ni el número para votarles. Sin embargo, la televisión de Azerbaiyán negó estas acusaciones y presentó de la participación de Armenia en la ITV que mostraba la participación de Armenia y el número para votar. Oikotimes.com investigó la alegación de que Ictimai TV interrumpió la transmisión durante la participación de Armenia y categóricamente dijo que era una acusación falsa.
En agosto de 2009 un número de azeríes que habían votado por Armenia durante el concurso fueron citados para ser interrogados en el Ministerio de Seguridad Nacional en Bakú, durante los cuales fueron acusados de ser "antipatriotas" y "una amenaza para la seguridad". Uno de los interrogados, Rovshan Nasirli, dijo más tarde que sus interrogadores le dijeron que tenían los nombres y direcciones de los 43 azerbaiyanos que habían votado a favor de Armenia. El jefe ejecutivo del concurso de Eurovisión, Svante Stockselius, anunció que una investigación había sido lanzada por el incidente. İctimai TV afirmó en su respuesta que, mientras que dos personas habían sido invitados al Ministerio de Seguridad Nacional, el Ministerio de Seguridad Nacional ha dado seguridades de que nadie había puesto en duda, ya sea oficialmente o no, sobre la votación en el concurso en sí.
El Ministro de Juventud y Deporte de Azerbaiyán, Azad Rahimov, criticó a RFE / RL por la cobertura de noticias sobre el interrogatorio.
El Grupo de Referencia de la Unión Europea de Radiodifusión (UER), que organiza el concurso de la canción, decidió en una reunión celebrada en Oslo el 11 de septiembre de 2009 al cambiar sus reglas, no sancionar a Azerbaiyán. Las normas del Festival de la Canción de Eurovisión se modificaron de manera que la cadena participante no será culpada de cómo actúe su gobierno, aunque sí de dar información sobre los votantes al mismo.